# Varószia

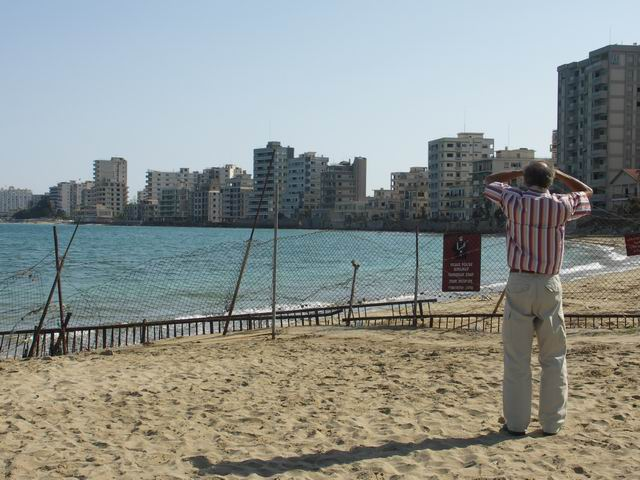
Varószia látképe Famagusta tengerpartján

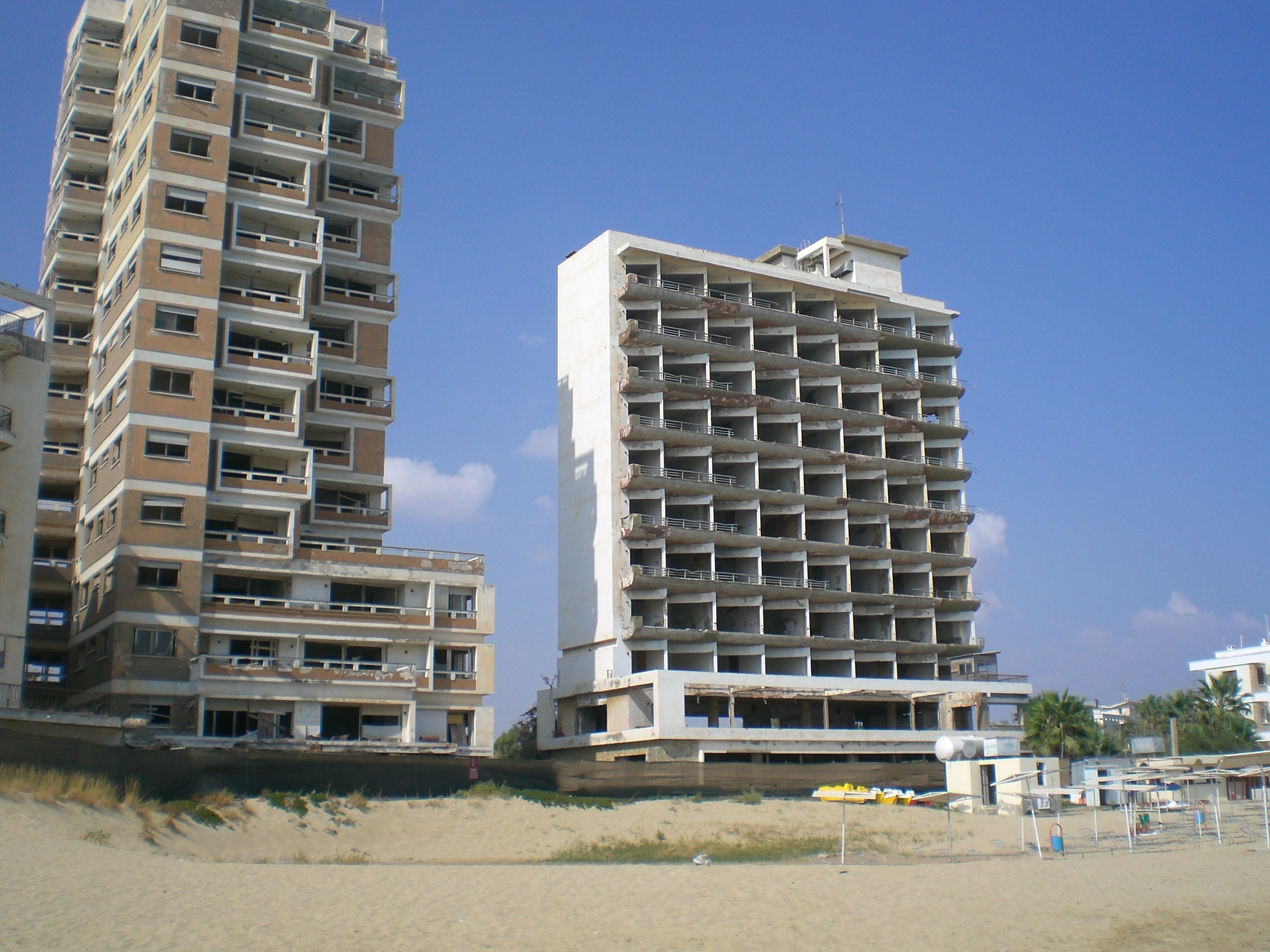
Varószia elhagyatott szállodái

Varószia (görögül: Βαρώσια), törökül Maraş ciprusi kísértetváros Famagusta városának szélén, a sziget keleti részén. De jure a terület Ciprushoz tartozik, azon belül is Famagusta körzethez. 1974 óta azonban a várost az Észak-ciprusi Török Köztársaság uralja. A város katonai lezárt területnek minősül.

## Történelme
1571–1878 között az Ottomán Birodalomhoz, egy török ciprusi vallási alapítványhoz (Abdullah Pasha Vakif, Lala Mustafa Vakif, Bilal Aga Vakif) tartozott. 1878-ban a törökök az Egyesült Királyság számára bérbe adták a szigetet. Az 1900-as évek elején a brit adminisztráció elkezdte a törökök földjeit a görög ciprusiaknak eladni anélkül, hogy a török tulajdonosokat értesítették volna róla.[forrás?]
Varószia az 1960-as és 70-es évek tömegturizmusa nyomán vált jelentős várossá. A község tengerpartján nagy szállodaépületeket húztak fel. A városban a hetvenes évek elejéig 45 szálloda, 60 apartmanszálló, 99 üdülőközpont, 4469 lakóház, 21 bank, 143 hivatal, 24 színház és mozi, 25 múzeum, 8 iskola, 9 temető, valamint kb. 3000 kisebb-nagyobb bolt várta az üdülni vágyókat. 1974-ben további 380 épület állt félig-meddig kész állapotban.
1974. augusztus 14. és 16. között azonban a török hadsereg elfoglalta a várost és tiltott területnek nyilvánította. Az üres város köré falat emeltek, a lakosságot néhány nap alatt evakuálták, és megakadályozták, hogy bárki is belépjen. Így lett a népszerű üdülőhelyből a világ egyik leghíresebb és legnagyobb szellemvárosa.
A hermetikusan lezárt városba azóta a török hadseregen és az ENSZ képviselőin kívül senki sem léphet be. A fegyveres erőkre való tekintettel még a fosztogatók sem próbálták meg elvinni a hátrahagyott értékeket.
2020. november 8-án a török hadügyminisztérium Twitter csatornáján közölte, hogy a terület egy része újra látogatható, és a varósziai tengerparton sétáló, emberekről tett közzé fotókat. Az ENSZ Biztonsági Tanácsa a döntés visszavonására szólította fel Törökországot, és a várossal kapcsolatos korábbi ENSZ határozatok (550 (1984) és 789 (1992)) tiszteletben tartására, valamint szorgalmazta, hogy a felek folytassnak konstruktív párbeszédet.

## Népesség
| 2011 | 226 |